# Хоронжий, Мечислав
Мечислав Раймунд Хоронжий (пол. Mieczysław Rajmund Chorąży; 31 августа 1925 года, Янувка — 20 февраля 2021 года) — польский врач, онколог, профессор медицинских наук, почетный доктор двух польских университетов, действительный член Польской академии наук и действительный член Польской академии знаний, многолетний руководитель отделения биологии новообразований онкологического центра в Гливицах, филиала Института Марии Склодовской-Кюри. Кавалер ордена Белого Орла.

## Биография
Родился 31 августа 1925 года в Янувке под Бяла-Подляской в крестьянской семье. Семья поселилась на Подляшье в середине XIX века. Поступил в гимназию в Бяла-Подляске, но учёба была прервана началом Второй мировой войны. Продолжил образование в тайных классах в Варшаве. В 1944 году в лицее им. Адама Мицкевича в Варшаве сдал экзамены на аттестат зрелости. Во время войны действовал в подполье как солдат Армии Крайовой, окончил школу подхорунжих. Участвовал в Варшавском восстании, дважды был ранен в ходе боевых действий, грозила ампутация руки. После падения Варшавского восстания интернирован в качестве военнопленного в Шталаг XIA в Альтенграбове, Германия.
Вернувшись в 1945 году, начал обучение на медицинском факультете Варшавского университета, которое закончил в 1951 году в Медицинской академии в Варшаве. После окончания учёбы распределён на работу в Гливице, в отделение биологии рака Национального института рака (в настоящее время филиал Института Марии Склодовской-Кюри). Начал работать под руководством профессора Казимежа Дукса и в 1958 году защитил докторскую диссертацию по медицинским наукам. Прошёл последовательные уровни продвижения в Центре, ассистент, адъюнкт и наконец, профессор. В 1958 году стал исполняющим обязанности заведующего кафедрой биологии рака, а с 1963 по 1995 года был заведующей этой кафедрой. Будучи стипендиатом Фонда Рокфеллера, в 1959—1963 годах проходил стажировку в США, сначала в Висконсинском университете в Мадисоне, а затем в Центре исследования рака в Нью-Йорке. В 1961 году получил хабилитацию степени в Медицинской академии в Катовицах. В 1973—1991 годах был одним из полномочных представителей директора Национального института рака по расширению онкологического диспансера — филиала Института Марии Складовской-Кюри в Гливицах. Перед смертью работал в Центре по совместительству в должности «старшего специалиста».

## Научные и профессиональные достижения
Является автором многих публикаций в области биологии рака, в том числе книги, опубликованной в 1973 году вместе с Казимежем Дуксом Введение в биологию рака. Кроме того, опубликовал более 140 статей и монографий, в основном на английском языке. Один из пионеров исследований в области экологического мутагенеза и молекулярной эпидемиологии. С 1970-х годов сотрудничал с Национальным институтом онкологии в Бетесде в США, проводя исследования генетики рака легких. Является куратором 18 защищенных докторских диссертаций. Пять его докторантов получили звания профессоров.
С 1971 года был членом-корреспондентом, а с 1986 года действительным членом Польской академии наук. С 1995 года также был действительным членом Польской академии знаний. Член многих научных советов научно-исследовательских институтов, в том числе Института иммунологии и экспериментальной терапии Польской академии наук во Вроцлаве, а также член многих научных обществ, в том числе Польского онкологического общества, президентом которого он был, Польского общества изучения рака и почетный член Венгерского онкологического общества.

## Награды
Обладатель многих наград. Почетный доктор Медицинского университета Белостока и Силезского медицинского университета.
Дважды награждён Крестом Храбрых (1944), Золотым крестом Заслуги и Серебряным крестом Заслуги с мечами (1944), кавалерским (1976), офицерским (1987) и командорским со звездой (2002) крестами ордена Возрождения Польши, Крестом Варшавского восстания (1997), Крестом Армии Крайовой, медалью «За Варшаву 1939—1945 гг.».
В 2012 году присвоено звание почетного гражданина Бяла-Подляски.
3 мая 2017 года, в знак признания выдающегося вклада в развитие польской медицины, за достижения в научно-исследовательской работе, президент Анджей Дуда наградил орденом Белого орла.
30 июля 2019 года, по случаю 75-летия Варшавского восстания «за заслуги перед независимостью» получил от Президента Республики Польша Медаль столетия восстановления независимости.